# 赫尔曼·查瓦里亚
赫尔曼·查瓦里亚（西班牙語：Germán Chavarría，1959年3月19日—），哥斯达黎加男子足球运动员，司职中场。他曾代表哥斯达黎加国家队参加1990年国际足联世界杯，结果队伍止步十六强赛。